# مری کیت و اشلی اولسن
مری کیت اولسن و اشلی فولر اولسن (به انگلیسی: Mary-Kate and Ashley Olsen) (زاده ۱۳ ژوئن ۱۹۸۶) بازیگران آمریکایی هستند. هر دو از دوران کودکی در تلویزیون و فیلم‌های سینمایی ظاهر شدند و از آن زمان آن‌ها شهرت خود را با شرکت در برنامه‌های تلویزیونی، فیلمها، مصاحبه‌ها و حمایت‌های تجاری حفظ کردند. اگرچه آن‌ها در ظاهر مشابه یکدیگر هستند، اما از نظر ژنتیکی دوقلو غیر همسان به حساب می‌آیند.

## جستار ویژه
- اشلی اولسن
- مری کیت اولسن